# Emlyon Business School
Emlyon Business School è una scuola universitaria di economia e gestione che fu fondata a Lione nel 1872.
Composta attualmente da 5 campus (Lione, Saint-Étienne, Parigi, Casablanca e Shanghai), la Grande école Emlyon è estremamente selettiva e si prefigge di preparare alle massime funzioni dirigenziali studenti ad alto potenziale, postgraduate ed executive.
Emlyon è riconosciuta della Camera di Commercio e dell'Industria di Lione ed è accreditata AACSB, EQUIS e AMBA.

## Alumni
Tra i più celebri studenti che frequentarono l'Emlyon Business School ricordiamo: 
- Gwendal Peizerat, ex pattinatore artistico su ghiaccio francese
- Julie Pomagalski, snowboarder francese
- Nathalie Péchalat, pattinatrice artistica su ghiaccio francese
- Vincent Jay, ex biatleta francese
- Jérôme Meyer, arrampicatore francese
- Frédéric Michalak, ex rugbista a 15 francese